# 알베르트 키비카스

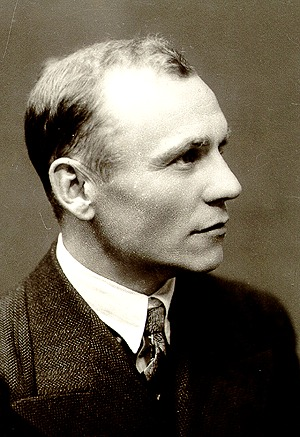
키비카스 (1930)

알베르트 키비카스(에스토니아어: Albert Kivikas, 1898년 1월 18일 ~ 1978년 5월 19일)는 에스토니아의 군인, 소설가, 언론인이다. 그는 에스토니아 독립 전쟁를 다룬 전쟁 소설인 《대리석 명판에 새긴 이름》(에스토니아어: Nimed marmortahvlil)(1936)의 저자로 잘 알려져 있다.